# Fútbol Consultants Desamparados
Fútbol Consultants Desamparados es un equipo de fútbol de Costa Rica que juega en la Segunda División de Costa Rica, la segunda categoría de fútbol en el país.

## Historia

### Orígenes
Fue fundado el 3 de mayo de 2017 en el cantón de Moravia de la provincia de San José, bajo el nombre oficial de  Fútbol Consultants Moravia, luego de que el empresario José Luis Rodríguez adquiriera la franquicia de Jacó Rays Fútbol Club, una vez que este último equipo no pudiera hacerle frente a los problemas financieros que tenía desde el 2014.
En sus inicios, el club fue considerado una especie de sucesor de la Unión Deportiva Moravia ya que el cantón pasó por varios años sin contar con un club de fútbol en la segunda categoría, a pesar de contar con un estadio que cumple con los requisitos mínimos necesarios. Previamente, la estructura de Fútbol Consultants existía como un equipo de divisiones menores y de categoría femenil. 
Es patrocinado fundamentalmente por la empresa transnacional que le da su nombre, Fútbol Consultants, una academia deportiva dedicada a la formación, becas universitarias en Estados Unidos y venta de futbolistas. 
El primer entrenador del club es el exfutbolista Robert Arias y debutaron en el Torneo Apertura 2017.

### Cambio de sede y de nombre
En septiembre de 2018, una vez iniciado el Torneo de Apertura de la Segunda División de ese año, la franquicia se trasladó al cantón de Desamparados, debido al poco apoyo logístico de la Municipalidad de Moravia y de patrocinadores de esa comunidad, sumado a la escasa afición y a las deficientes condiciones del estadio "Pipilo" Umaña. 
En lo sucesivo, y gracias al convenio firmado entre el presidente del equipo y el alcalde del cantón de ese momento,  el club pasó a llamarse Futbol Consultants Desamparados, y su sede de local es el estadio Jorge Hernán "Cuty" Monge. La modificación incluyó el cambio de colores en el escudo y en el uniforme (en vez de rojo, es azul).

### Clausura 2025
En el Clausura 2025, el equipo de Fútbol Consultants logra terminar como líder del Grupo B con 32 puntos en 16 fechas.
En los 4tos de Final se mide con Quepos Cambute, donde tras caer en el juego de ida 3 a 2, en la vuelta jugada en el Estadio Ernesto Rohrmoser, se repone y termina venciendo a los quepeños por 2 a 0 y avanzar a las semifinales, donde enfrenta a Jicaral, en el primer juego cae por la mínima ante los de la Península 1 a 0 y en la vuelta en un gran juego, los josefinos remontarían nuevamente la serie con dos goles de Randy Ramírez para poner el 2 a 0, luego José Sosa puso el descuento para los jicaraleños que obligó a ir a tiempos extras donde Joshua Parra anotaría a los 110 minutos para darle el triunfo 3 a 1 a los de Consultants para avanzar a la Final de Clausura. Disputará ahora la Final de Clausura ante el equipo de Inter de San Carlos.

### Campeón de Clausura 2025
En la Final del Clausura 2025, tras igualar la ida en el Estadio Ernesto Rohrmoser a un gol, en la vuelta jugada en el Estadio de Pital ante el Inter de San Carlos, tras terminar sin goles en los 90 minutos y en tiempos extras la final se definió en tanda de penales, donde al final la figura fue el arquero Yordy Hodelin, al detener uno de los lanzamientos y con eso Fútbol Consultants terminó ganando en los penales 5 a 4. Y con eso se coronó campeón de Clausura y jugará por el ascenso ante Guadalupe F.C.

## Estadio
Su sede de local es el Estadio Jorge Hernán "Cuty" Monge, ubicado en la Villa Olímpica de Desamparados José Figueres Ferrer. Tiene capacidad para 5000 aficionados,  cancha artificial e iluminación para los juegos nocturnos.

## Palmarés

### Títulos nacionales
| Competiciones nacionales             | Títulos       | Subcampeonatos      |
| ------------------------------------ | ------------- | ------------------- |
| Segunda División de Costa Rica (1/0) | Clausura 2025 | Temporada 2024-2025 |

## Uniforme
- Uniforne titular: Camiseta azul con rayas negras y blancas. Pantaloneta blanca y medias negras.
- Uniforme alternativo: Camiseta blanca con dos franjas horizontales roja y negra, pantaloneta negra y medias blancas.

### Indumentaria y Patrocinadores
| Periodo       | Marca         |
| ------------- | ------------- |
| 2017-presente | Capelli Sport |

| Periodo       | Patrocinio             |
| ------------- | ---------------------- |
| 2017-presente | Amadita Primary School |

## Entrenadores
Se muestra un listado de directores técnicos que han dirigido al equipo.
| - Robert Arias (2017-2018) - Ricardo Arguedas (2018) - Hugo Viegas (2018-2019) - Marvin Solano (2019) - Minor Díaz (2019-2020) | - Edson Soto (2020-2022) - Cristian Salomón (2023) - Walter Centeno (2023-2024) - Luis Fernando Fallas (2024) - Luis Carlos Arias (2024) - Mateo Silva (2024) - Robert Arias (2024) - Yunielys Castillo (2025-) |